# Victalimulus
Victalimulus mcqueeni — вимерлий рід тварин з ряду мечохвостів, що походить із ранньокрейдових (аптських) копалин Кунварра у східній Вікторії, Австралія. Голотип і єдиний відомий зразок був виявлений Джеймсом Макквіном, якого Леон Костерманс заохотив віднести його до Музею Вікторії. На відміну від сучасних видів, цей, ймовірно, походив із прісної води, оскільки в аптську епоху копалини Кунварра були прісноводним озером.